# Kvarnsjön (Ramsjö socken, Hälsingland)
Kvarnsjön är en sjö i Ljusdals kommun i Hälsingland och ingår i Ljusnans huvudavrinningsområde. Sjön har en area på 0,365 kvadratkilometer och ligger 215 meter över havet. Sjön avvattnas av vattendraget Tväringsån (lokalt här även kallad Kvarnån).

## Delavrinningsområde
Kvarnsjön ingår i det delavrinningsområde (689693-149443) som SMHI kallar för Utloppet av Kvarnsjön. Medelhöjden är 306 meter över havet och ytan är 7,4 kvadratkilometer. Räknas de 8 avrinningsområdena uppströms in blir den ackumulerade arean 120,35 kvadratkilometer. Tväringsån som avvattnar avrinningsområdet har biflödesordning 3, vilket innebär att vattnet flödar genom totalt 3 vattendrag innan det når havet efter 178 kilometer. Avrinningsområdet består mestadels av skog (86 procent). Avrinningsområdet har 0,37 kvadratkilometer vattenytor vilket ger det en sjöprocent på 4,9 procent. Bebyggelsen i området täcker en yta av 0,04 kvadratkilometer eller 1 procent av avrinningsområdet.